# Hammenhög
Hammenhög é uma localidade da Suécia, situada na província histórica da Escânia.

Tem cerca de 908 habitantes, e pertence à Comuna de Simrishamn.

Está situada a 14 km a sudoeste de Simrishamn.